# Ликсозен
Ликсозен (фр. Lixhausen) — коммуна на северо-востоке Франции в регионе Гранд-Эст (бывший Эльзас — Шампань — Арденны — Лотарингия), департамент Нижний Рейн, округ Саверн, кантон Буксвиллер. До марта 2015 года коммуна административно входила в состав упразднённого кантона Ошфельден (округ Страсбур-Кампань).
Площадь коммуны — 3,29 км², население — 323 человека (2006) с тенденцией к росту: 360 человек (2013), плотность населения — 109,4 чел/км².

## Население
Население коммуны в 2011 году составляло 350 человек, в 2012 году — 352 человека, а в 2013-м — 360 человек.
| 1962 | 1968 | 1975 | 1982 | 1990 | 1999 | 2006 | 2008 | 2011 | 2012 | 2013 |
| ---- | ---- | ---- | ---- | ---- | ---- | ---- | ---- | ---- | ---- | ---- |
| 225  | 240  | 262  | 238  | 246  | 260  | 323  | 325  | 350  | 352  | 360  |

Динамика населения:

## Экономика
В 2010 году из 226 человек трудоспособного возраста (от 15 до 64 лет) 180 были экономически активными, 46 — неактивными (показатель активности 79,6 %, в 1999 году — 78,3 %). Из 180 активных трудоспособных жителей работали 165 человек (87 мужчин и 78 женщин), 15 числились безработными (6 мужчин и 9 женщин). Среди 46 трудоспособных неактивных граждан 18 были учениками либо студентами, 15 — пенсионерами, а ещё 13 — были неактивны в силу других причин.